# میتونم ببینمت (ترانه)
«میتونم ببینمت» (انگلیسی: I Can See You) ترانه‌ای است که خواننده-ترانه‌سرای آمریکایی تیلور سوئیفت نوشته و ضبط کرده‌است. این ترانه در ۷ ژوئیه ۲۰۲۳ به‌عنوان نوزدهمین قطعه از آلبوم او، حالا صحبت کن (نسخه تیلور) منتشر شد که ضبط مجدد آلبوم سال ۲۰۱۰ او بود. این ترانه به دست سوئیفت و جک آنتونوف تهیه شد و متن آن، گرایش سوئیفت به یک کراش را شرح می‌دهد.

## زمینه
تیلور سوئیفت سومین آلبوم استودیویی خود، حالا صحبت کن، را در ۲۵ اکتبر ۲۰۱۰ تحت بیگ مشین رکوردز منتشر کرد. طبق قرارداد موسیقی، او سه آلبوم استودیویی دیگر را تحت بیگ مشین  منتشر کرد و این قرارداد در نوامبر ۲۰۱۸ منقضی شد؛ بنابراین سوئیفت از بیگ مشین کناره‌گیری کرد و قرارداد جدیدی با ریپابلیک رکوردز بست که به او حق مالکیت بر مسترهای موسیقی جدیدیش را می‌داد. در سال ۲۰۱۹، تاجر آمریکایی اسکوتر براون بیگ مشین را خریداری کرد. مالکیت مسترهای شش آلبوم استودیویی نخست سوئیفت، از جمله حالا صحبت کن، به او منتقل شد. در اوت ۲۰۱۹، سوئیفت فرایند خریدنِ براون را محکوم کرد و اعلام کرد که شش آلبوم استودیویی نخست خود را دوباره ضبط خواهد کرد تا خودش صاحب مسترهای آن‌ها شود. او روند ضبط مجدد را در نوامبر ۲۰۲۰ آغاز کرد.
در ۵ می ۲۰۲۳، در نخستین اجرای نشویل از ششمین تور کنسرتش، تور دوره‌ها، سوئیفت حالا صحبت کن (نسخه تیلور) و تاریخ انتشار آن را اعلام کرد. او در پست‌های رسانه‌های اجتماعی بر سختی‌هایی که در طول زمان نوشتن این آلبوم در زندگی‌اش با آن روبه‌رو بود، تأکید کرد.در ۵ ژوئن ۲۰۲۳، سوئیفت فهرست قطعات این آلبوم را اعلام کرد که شامل ۲۲ عنوان بود. در میان این‌ها، شش قطعهٔ «از صندوقچه» وجود داشت که برای آلبوم سال ۲۰۱۰ نوشته شده بود اما به فهرست نهایی نرسیده بودند و یکی از قطعات «میتونم ببینمت» بود.

## آهنگسازی و شعر
«میتونم ببینمت» ترانهٔ ایندی راک میدتمپو است. این ترانه با ریف گیتارِ سرف راک اجرا می‌شود که منتقدان آن را «متغیر» و «ناپایدار» توصیف کردند. ساختار آن شامل سینت سایزرها و بیس نامنسجم است. این ترانه پرشور، عشوه‌گر و اشاره‌کننده به مسائل جنسی نامیده شده‌است. استفاده سوئیفت از کنایه‌ها در حین توصیف کراشِ «فاجعه‌بار»، با ترانهٔ «لباس» سوئیفت از آلبوم اعتبار (۲۰۱۷) مقایسه شده‌است.

## بازخورد منتقدان
تعدادی از منتقدان «میتونم ببینمت» را به‌عنوان بهترین قطعهٔ «از صندوقچه» انتخاب کردند. آنابل نوجنت از ایندیپندنت نوشت که ساختار ترانه «بسیار رقص‌انگیز» است و فکر می‌کند که «حال و هوای ایندی راک» را تداعی می‌کند که با جدیدترین نسخه‌های ترانه‌های سوئیفت متفاوت است. جیسون لیپشوتز از بیلبورد گفت که این ترانه «می‌توانست یک افزوده عالی» به آلبوم سال ۲۰۱۰ باشد و کیت سولومون از مجلهٔ آی آن را ترانه‌ای «کلاسیک» نامید. بابی اولیویه، نویسنده اسپین، عقیده داشت که تم شهوت آن، خصلت تازه‌ای به ترانه‌سرایی سوئیفت می‌بخشد. اسپوتنیک موزیک می‌گوید که این ترانه «اعتیادآورترین» بخش گیتار و ریتم را در بین آثار سوئیفت از زمان «استایل» (۲۰۱۵) دارد. در یک بررسی نه چندان مثبت، لورا اسنیپس در گاردین به اشعار «به‌طرز جالبی جنسی» اشاره کرد، اما از ساختار خود ترانه انتقاد کرد.

## موزیک ویدئو
در اجرای تور دوره‌ها در کانزاس‌سیتی، میزوری که در ۷ ژوئیه ۲۰۲۳ برگزار شد، سوئیفت موزیک ویدیوی «میتونم ببینمت» را برای اولین بار پخش و آن را در ۸ ژوئیه در یوتیوب منتشر کرد. در این ویدئو جوئی کینگ، تیلور لاتنر، پریسلی کش و سوئیفت به ایفای نقش پرداخته‌اند. کش و کینگ قبلاً در ویدیوی سوئیفت برای «بدجنس» (۲۰۱۱) بازی کرده بودند. لاتنر و سوئیفت قبل از انتشار آلبوم اصلی حالا صحبت کن در سال ۲۰۱۰ با هم قرار ملاقات کوتاهی داشتند و در فیلم روز ولنتاین بازی کردند. این ویدئو استعاره‌ای است از طرفداران سوئیفت که به او کمک می‌کنند تا موسیقی خود را پس از معضل مسترهایش بازیابی کند. سوئیفت کارگردانی این ویدئو را برعهده داشت و جاناتان سلا کارگردان فیلم‌برداری بود.
سوئیفت گفت مفهوم کلیپ را بیش از یک سال و نیم قبل از انتشار نهایی آن ارائه کرده‌است و مراحل فیلم‌برداری آن در آوریل ۲۰۲۳ در لیورپول، انگلستان انجام شده‌است. او بیان کرد «می‌خواهد داستانی را به صورت بصری نشان دهد که راه‌هایی را به تصویر می‌کشد که [طرفدارانش] به [او] کمک کرده‌اند تا موسیقی[اش] را بازگرداند».